# Něco z Alenky
Něco z Alenky je surrealistický fantasy film Jana Švankmajera na motivy románu Alenka v říši divů od Lewise Carrolla vyrobený v roce 1987. Film je zčásti hraný, postava Alenky, kterou si zahrála Kristýna Kohoutová, a z devadesáti procent animovaný, či pixilovaný za pomoci stop motion technologie (animace, pixilace Bedřich Glaser). Jedná se o první režisérův dlouhometrážní film a o již jeho druhý film na téma carrollovských textů, v roce 1971 natočil film Žvahlav aneb šatičky slaměného Huberta, který je inspirován nonsensovou básní Žvahlav.
Ve filmu není zdůrazněn rozdíl mezi Alenčiným reálným světem a říší divů a celý svět je stylizovaný do podoby obytných prostor bez logického vymezení prostoru či rozměrů. Obyvatelé, kteří různě zkouší Alenku, jsou obvykle zvláštní syntézou animovaného odpadu a částí mrtvých zvířat. Hojně se při animaci používaly kosti, kůže nebo také nůžky a nože.
Snímek vznikl v koprodukci Československa, Švýcarska, Spojeného království a Západního Německa; ve dvou jazykových verzích, přičemž anglickou verzi namluvila Camilla Power.

## Ocenění
Film byl oceněn Mezinárodní asociací animovaného filmu jako nejlepší celovečerní film. V anketě Projektu 100 ke stu letům české kinematografie se umístil na 38. místě spolu s filmy Hej rup!, Jánošík, Každý den odvahu, Kristove roky, Valerie a týden divů a Vrchní, prchni.